# Collège Saint-Michel (Bruxelles)
Ne doit pas être confondu avec Collège Saint-Jean-Berchmans (Bruxelles).
Pour les articles homonymes, voir Collège Saint-Michel.
Le collège Saint-Michel (officiellement Centre Scolaire Saint-Michel) est un établissement scolaire catholique, situé à Etterbeek (Bruxelles). Le bâtiment actuel fut construit en 1905 pour remplacer l'ancien collège du centre-ville devenu trop exigu. Le pouvoir organisateur du collège est jésuite, même si la plupart des professeurs sont aujourd'hui laïcs ou appartiennent à d'autres croyances.

## Trois collèges successifs
Le Collège Saint-Michel est, chronologiquement, le troisième collège jésuite de Bruxelles.

### Premier collège (1604-1773)

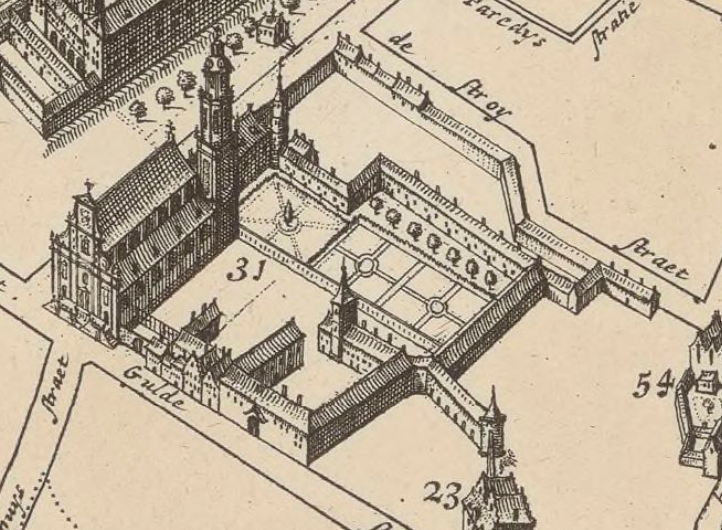
Église et complexe scolaire sur une carte de Bruxelles de 1695

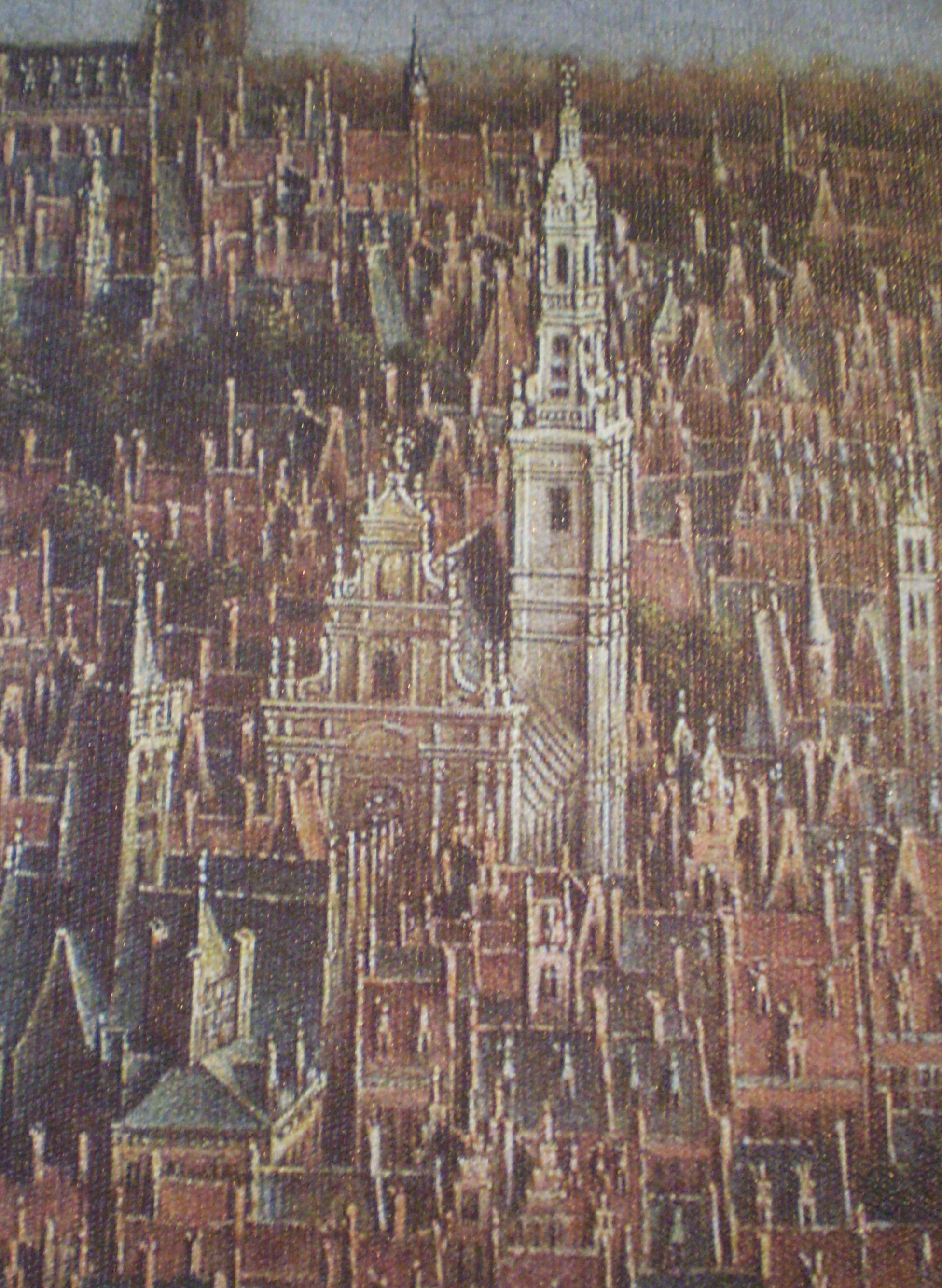
L'église des jésuites vers 1664

Les jésuites sont installés à Bruxelles depuis 1586. À la demande des archiducs Albert et Isabelle, ils acceptent d’y ouvrir un collège. Inauguré le 14 juillet 1604 ce collège occupe un vaste quadrilatère formé par la rue de la paille, rue de Ruysbroeck et la rue d’or. L’église de l’architecte Jacques Francart II, est achevée en 1621. Des gravures d’époque nous montrent un bel ensemble de bâtiments flanqués de son église baroque. La population scolaire restera assez constante de sa fondation à sa suppression: entre 500 et 600 élèves. Comme de coutume le collège est base d’autres activités apostoliques à Bruxelles et dans les environs: prédications dans les églises de la ville, retraites et exercices spirituels, service des prisons et hôpitaux. 
La Compagnie de Jésus est supprimée le 21 juillet 1773. Le 2 septembre l’Ordre est aboli en Belgique, le collège est fermé le 23 septembre et les 35 jésuites expulsés. En 1777 il rouvre sous le nom de Collegium theresianum, mais cela ne dure pas. Les temps sont troubles et les bâtiments sont utilisés comme caserne et hôpital militaire (entre autres, en 1815, pour les blessés de Waterloo) durant la domination française. En 1816 c’est la cour de justice qui s’y installe. Entre-temps l’église avait été démolie (1811). Lorsque Bruxelles obtient son premier palais de justice (remplacé à la fin du siècle par le palais actuel), tous les bâtiments sont rasés. Il ne reste plus rien de ce premier collège (à l'actuelle place de la Justice), sauf les livres de sa bibliothèque qui sont passés à la Bibliothèque royale de Belgique.

### Deuxième collège (1835)

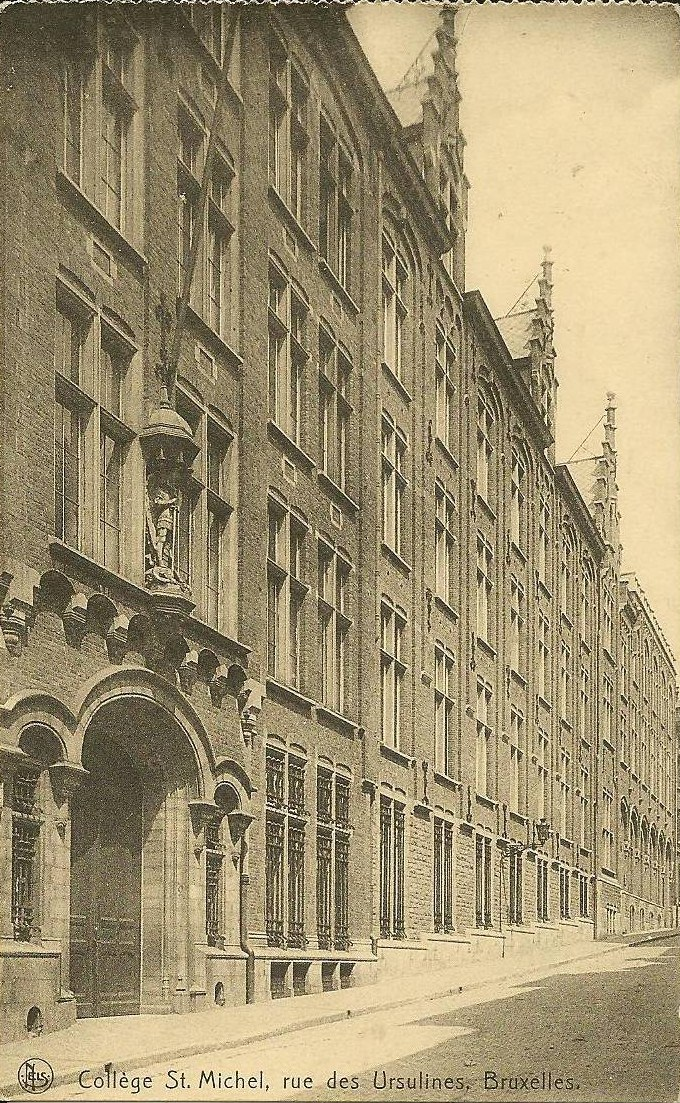
La façade extérieure du collège, rue des Ursulines.

Les jésuites reviennent à Bruxelles en 1833. En 1835 un collège est rouvert dans une ancienne demeure seigneuriale du XVe siècle, l’hôtel de Hornes, à la rue des Ursulines. Il compte immédiatement 60 élèves et Jean-Baptiste Boone en est le recteur. L’acquisition au fil des années de maisons voisines permet l’agrandissement du collège et son développement : cours complet d’humanité en 1841 ; section scientifique et préparation à l’école militaire en 1860. Un internat est construit et fonctionnera de 1841 à 1884. L’église dédiée à saint Michel est construite de 1850 à 1852 et consacrée par l’archevêque de Malines, le cardinal Engelbert Sterckx en 1852. La Société des Bollandistes, reconstituée en 1837, s’installe au collège et reprend ses travaux hagiographiques. 
En 1900, avec ses 800 élèves, le collège est à l’étroit. La Société des Bollandistes, dont la bibliothèque est en pleine expansion, également. De plus le projet d’une jonction entre les deux gares de Bruxelles (Nord et Midi) entraîne l’expropriation d’une partie des bâtiments. Il est décidé de construire un nouveau Collège Saint-Michel hors de la ville. Ce sera sur le boulevard militaire à Etterbeek en cours d'urbanisation. Le projet est approuvé en 1901 par le Père Luis Martin, supérieur général de la Compagnie de Jésus.

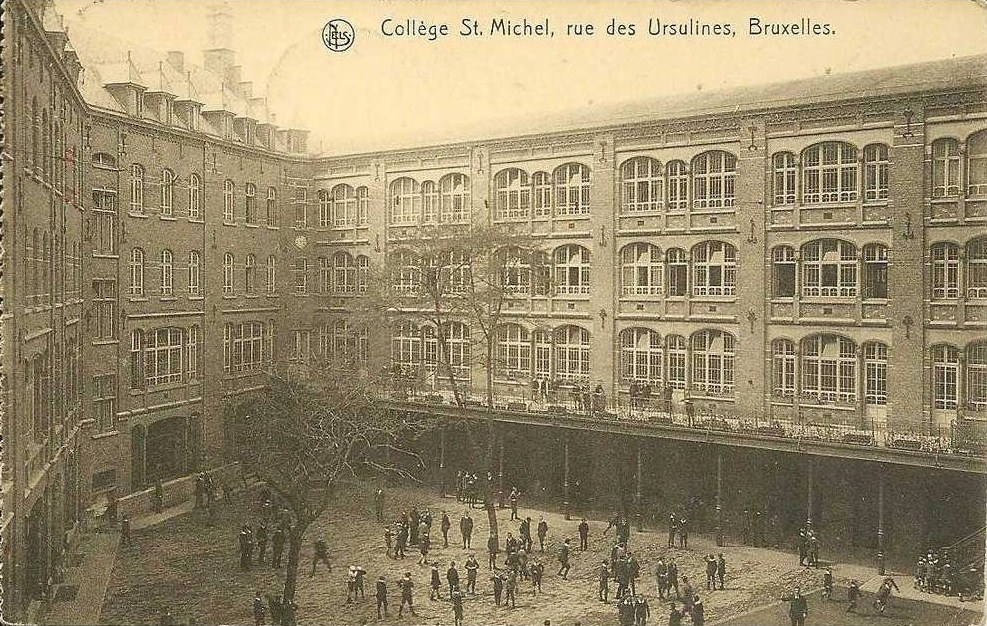
La cour intérieure du collège, rue des Ursulines.

Il était initialement prévu que le transfert serait complet et le vieux collège fermé, mais en 1908 il fut annoncé aux parents des élèves que la décision avait été changée. Le vieux palais de Hornes fut démoli et de nouveaux bâtiments furent érigés de 1908 à 1913. En 1921, le « vieux » collège Saint-Michel (de la rue des Ursulines) prend le nom de Collège Saint-Jean-Berchmans et devient officiellement, en 1938, le Sint Jan Berchmanscollege: il est entièrement néerlandophone à partir de 1953.

### Troisième collège (1905)

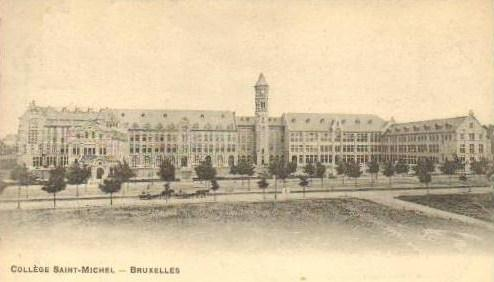
Le nouveau Collège vers 1905 sans l'église.

Le projet du nouveau collège est mené tambour battant: 6 hectares sont achetés en juin 1902 le long du boulevard militaire, à Etterbeek. Les plans sont dessinés par les architectes Alphonse Gellée et Joseph Prémont. Les terrassements sont faits et la première pierre posée en août de la même année. Trois ans plus tard (21 septembre 1905), le premier recteur du nouveau collège s’installe dans les bâtiments et le 12 octobre le Collegium novum, comme il était appelé, ouvre ses portes: 497 élèves et 100 pensionnaires investissent les lieux. Le chantier s’achève avec la construction (1908 à 1912) de l’église de style néoroman (dédiée à Saint Jean Berchmans). En 1908, le boulevard militaire devient Boulevard Saint-Michel.

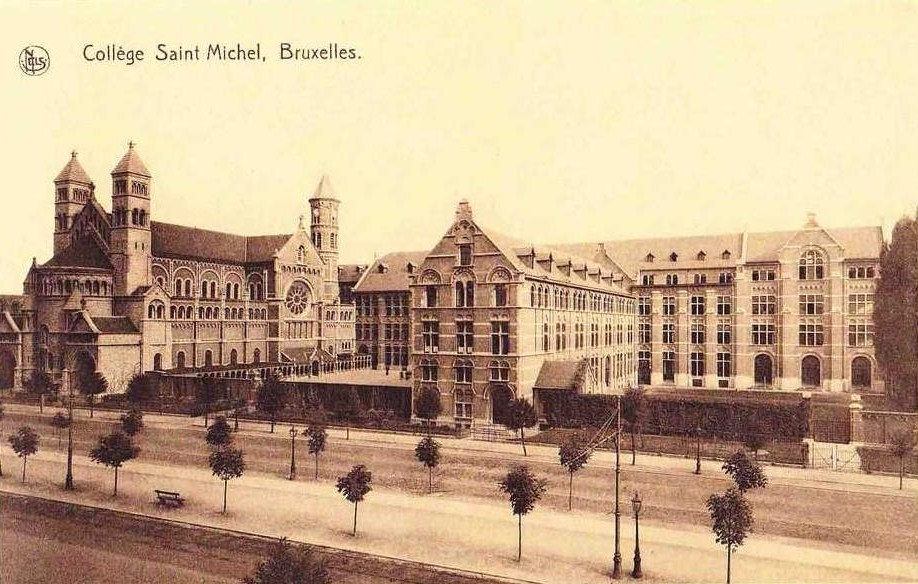
Le collège en 1912: l'église est achevée.

Les nouveaux bâtiments n'abritent pas que le collège. Toute la partie nord fut conçue pour y recevoir la Société des Bollandistes. La bibliothèque, en particulier, était particulièrement moderne et aménagée suivant les dernières connaissances scientifiques en la matière.
Plusieurs films ont utilisé ses murs pour décor, comme Survivre avec les loups, Incognito en 2009, Cloclo en 2012, ou encore Oscar et la dame rose.

## Cent ans du dernier collège Saint-Michel
- En 1910 le collège compte déjà 806 élèves. Mais la guerre de 1914-18 marque un temps d’arrêt. Le Père Dupierreux est fusillé. Le recteur (Eudore Devroye) est arrêté. D'autres, avec le père Hippolyte Delehaye et Joseph Deharveng, collaborent au journal La Libre Belgique clandestine. Le collège est fermé par les Allemands en 1917.
- Après l’armistice de 1918 le collège reprend son essor: 1200 élèves (dont 180 pensionnaires) en 1919. En 1921 la Fédération des anciens élèves est fondée. En 1928 : l’Association des Ardents de Saint-Michel (les scouts).

- Construction de « La Diglette Saint-Michel » (à Saint-Hubert) en 1930. En 1932, 1350 élèves (dont 167 internes). Le théâtre scolaire est très actif. Le magazine de spiritualité pour jeunes Foyer Notre-Dame du père Fernand Lelotte a du succès : 7 500 abonnés en 1939.

- 1940-1945 : Seconde Guerre mondiale. Les Allemands occupent le collège. Plusieurs professeurs laïcs (résistants) sont condamnés à mort et transférés en Allemagne. Quelques bombes font des dégâts au collège. La guerre se termine avec la présence des Anglais au collège.

- En 1950 : 1 366 élèves. De nouvelles revues paraissent : la Vie à Saint-Michel, feuille des anciens (AESM), en 1953. La revue pédagogique Famille, Collèges et instituts a 27 000 abonnés en 1959, D’autres activités culturelles telles que les Soirées de l’amitié (à partir de 1952), les Ciné-forum pour adultes (1954), la Bibliothèque des anciens (1954), l’Exposition missionnaire (en 1958), élargissent l’audience du collège. La grande salle de fête récemment rénovée est fort fréquentée.

- L’internat est supprimé en 1961. Le corps professoral devient mixte en 1968; parmi les élèves la mixité s’introduira progressivement à partir de 1981. Avec la création de l’Association des Amis du collège Saint-Michel en 1964 (AMICOLMI) un tournant est pris. Le quadrilatère formé par le boulevard Saint-Michel avec les rues du Collège St-Michel, Devroye et Liétart devient un site Saint-Michel sur lequel se multiplient diverses activités et centres.

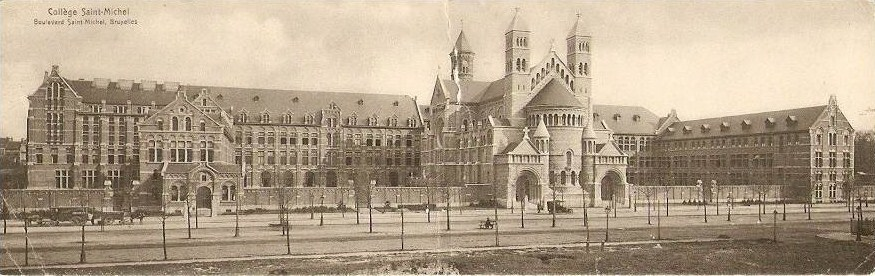
Vue panoramique des bâtiments vers 1912.

## Le site Saint-Michel
au 26 Boulevard Saint-Michel :
- Le Centre scolaire Saint-Michel, qui a formé avec le Sacré-Cœur de Lindthout (en 1981) un ‘Centre d’Enseignement Secondaire’ [CES], reste, et de loin, l’activité principale du site Saint-Michel : 2260 élèves (en 2008) Ce qui veut dire : 570 en école primaire, 1600 en humanités générales, 60 en humanités professionnelles, 30 au cours scientifique supérieur. Peut-être est-il numériquement le plus grand institut d’enseignement secondaire à Bruxelles. 250 membres du personnel, académique et administratif. Le parascolaire y occupe une place importante: sports et scoutisme, équipes de vie chrétienne, chorale Pueri cantores, cercles (photo, philatélie, judo, politique, etc), camps de vacances, volontariat de toute sorte (Saint-Vincent de Paul).

- La Société des Bollandistes, avec une bibliothèque de plus de 500.000 volumes.
- L'Institut d'Etudes Théologiques(depuis 1972), avec ses éditions de livres (Lessius) et de revues: la Nouvelle Revue théologique et Vies Consacrées.
- L'Église Saint Jean-Berchmans
- La maison Saint-Michel (résidence des pères jésuites)

Sur le même site mais en des bâtiments séparés avec adresse propre: 
- (12 rue Père Eudore Devroye): le Centre sportif de l’Amicolmi (depuis 1970)
- (14 rue Père Eudore Devroye): le Centre belge pour les infirmes moteurs cérébraux [CBIMC] du Docteur Yasse (depuis 1978)
- (31 rue Liétart): La Maison La Colombière, avec le centre médicalisé et les divers services des Jésuites de Belgique méridionale (depuis 1994).
- (2 rue Père Eudore Devroye): le Théâtre Saint-Michel occupe la grande salle art déco depuis 1932

## Abus sexuels
En septembre 1959, Jean-Marc Turine a 13 ans et intègre le collège Saint-Michel. Il y subit des agressions sexuelles et des viols de la part de plusieurs prêtres jésuites pendant toutes son adolescence. Il pense alors à mourir : « Et c’est ça qu’ils amènent à faire, ces types. Ils amènent à nous tuer. Et s’ils ne nous tuent pas physiquement, ils nous tuent quand même. Nous sommes morts. Quand on sort de leur chambre, nous sommes morts. Morts. […] Je crois que nous sommes tous des survivants ». C'est uniquement en 2022 qu'il relate cette partie de sa vie dans son ouvrage Révérends pères. Depuis ce témoignage quatre autres personnes ont porté plainte pour des agressions sexuelles. Bruno Tackels est l'un des plaignants : « Beaucoup de pratiques sombres ont été gardées silencieuses, Turine a pris soixante ans, j’ai gardé le silence pendant quarante ans. ». L’ordre des Jésuites invite les anciens élèves victimes de pédophiles au sein de l'établissement à se signaler,.
En 2001, un instituteur du collège Saint-Michel, Luc Tihon, âgé de 44 ans, est arrêté. Il avoue des agressions sexuelles sur 4 enfants, dont le viol d'un garçon de 10 ans, au début des années 1990. Il est condamné, en 2005, à 5 ans de prison, assortis d'un sursis correspondant à la peine déduit de la détention préventive déjà purgée,.

## Anciens élèves

### Du deuxième collège Saint-Michel
- Robert de Kerchove, (1846-1942), moine bénédictin, fondateur de l'abbaye du Mont-César à Louvain.
- Henry Carton de Wiart, (1869-1951), ancien élève, premier ministre de Belgique (1920-1921).
- Louis Vervaeck (1872-1943), ancien élève, médecin ayant créé le premier laboratoire d'anthropologie pénitentiaire belge.
- Édouard Ned (1873-1949), professeur à l'ancien et au nouveau collège, poète, romancier et essayiste
- Ferdinand Perier, (1875-1968), professeur à l'ancien collège, archevêque de Calcutta (1924-1960).
- Félix Gréban de Saint Germain, (1881-1950) photographe.
- Pierre Charles, (1883-1954), ancien élève, théologien et missiologue.
- Hubert Pierlot, (1883-1963), ancien élève, premier ministre de Belgique (1939-1945)[6]

### Du troisième collège Saint-Michel
- Georges Lemaître, (1894-1966), ancien élève, physicien et astronome, prêtre catholique et professeur d’université, considéré comme le fondateur de la théorie du Big Bang
- Thomas Owen (Gérald Bertot) (1910-2002), écrivain[7]
- Michel Donnet, (1917-2013), ancien élève, Lieutenant-Général, aviateur et héros de guerre.
- Adrien de Meeûs, (1900-1976), écrivain maurrassien belge
- Bonaventure Fieullien (1903-1976), prêtre franciscain, artiste-peintre et graveur
- Nicolas de Glos (1911-1976), résistant et religieux français, Compagnon de la Libération.
- Alfonso López Michelsen, (1913-2007), Homme politique et avocat colombien, 24e président de la Colombie
- André Waterkeyn, (1917-2005), ancien élève, ingénieur, créateur de l'Atomium[8]
- Guy Cudell (1917-1999), homme politique belge
- Rodolphe d'Autriche, (1919-2010), ancien élève, archiduc, fils de l'empereur Charles Ier d'Autriche et de Zita de Bourbon-Parme[9]
- Jacques Van der Biest, (1929-2016), ancien élève, prêtre, curé et grand défenseur des Marolles.
- Alfred Blondel, (1926-2023), ancien élève, sculpteur
- Jacques van Ypersele de Strihou (1936- ) Chef de cabinet des rois Baudouin et Albert II
- François Weyergans, (1941-2019), ancien élève, écrivain et académicien [10]
- Jean Marc Turine, (1946- ), ancien élève, écrivain. Il a été victime d'agressions sexuelles et des viols lors de son passage au collège.
- Charles Picqué, (1948- ), ancien élève, homme politique [11]
- Michel Mouffe, (1957-), ancien élève, peintre
- Olivier Maingain, (1958-), ancien élève, député à la Chambre des Représentants et bourgmestre de Woluwe-St-Lambert
- Bernard Coulie, (1959- ), Recteur de l'Université de Louvain
- Philippe de Belgique (1960-), ancien élève, Roi des Belges[12]
- Benoît Cerexhe, (1961- ), ancien élève, homme politique [13]
- Laurent de Belgique (1963- ), ancien élève, prince de Belgique [14]
- Bruno Tackels, (1965- ), ancien élève, philosophe
- Olivier Minne, (1967- ), ancien élève, animateur de télévision, producteur et comédien [15]
- Maureen Dor, (1970- ), ancienne élève, actrice, chanteuse, éditrice et animatrice de télévision
- Damso, (1992- ), ancien élève, rappeur belge, auteur-compositeur-interprète belgo-congolais
- Henri PFR, (1995- ), ancien élève, DJ, musicien et compositeur
- Amadou Onana, (2001- ), ancien élève, footballeur international évoluant à Everton

Un monument aux morts en souvenir des élèves disparus pendant les deux guerres mondiales existe dans le couloir situé non loin de la porterie.